# Mimosa luisana
Mimosa luisana är en ärtväxtart som beskrevs av Townshend Stith Brandegee. Mimosa luisana ingår i släktet mimosor, och familjen ärtväxter. Inga underarter finns listade i Catalogue of Life.